# Karl Fritzsch
Karl Fritzsch (ur. 10 lipca 1903 w Nassengrub/Mokřiny (Kraj Sudetów), zm. 2 maja 1945) – zbrodniarz hitlerowski, niemiecki wojskowy, zastępca komendanta obozu w obozach koncentracyjnych Auschwitz-Birkenau i Flossenbürgu oraz SS-Hauptsturmführer.

## Życiorys
Do NSDAP i SS wstąpił w 1930 roku otrzymując numer identyfikacyjny 7287. W czasie zakładania obozu Dachau (1933) zgłosił się do tamtejszego oddziału wartowniczego, gdzie dowodził plutonem w kompanii karabinów maszynowych. Od 1939 do 1940 był w Dachau kierownikiem cenzury.
14 czerwca 1940 Fritzsch został powołany na stanowisko Schutzhaftlagerführera (kierownika obozu i zastępcy komendanta Rudolfa Hössa) w obozie Auschwitz-Birkenau. Był tym, który po raz pierwszy użył Cyklonu B do masowej eksterminacji (w sierpniu 1941 podczas nieobecności Hössa, zamordowano tak kilkuset jeńców radzieckich i niezdolnych do pracy polskich więźniów w piwnicach Bloku 11). Fritzsch uczynił zagazowywanie głównym sposobem likwidacji jeńców radzieckich i chorych więźniów innych narodowości (później Cyklon B był także używany do mordowania Żydów). Oprócz tego, był współodpowiedzialny za wprowadzony w całym oświęcimskim systemie obozów – terror. Z premedytacją zalecał esesmanom i kapo maltretowanie więźniów. Skazywał także więźniów na nieludzkie kary za najbardziej błahe przewinienia.
Zgodził się na propozycję ojca Maksymiliana Kolbego pójścia na śmierć głodową w celi Bloku 11 w zamian za skazanego więźnia Franciszka Gajowniczka). 
W hitlerowskim obozie w Oświęcimiu Karl Fritzsch pozostał do 1 lutego 1942.
Karl Fritzsch zwrócił się do pierwszych 758 więźniów obozu, przywiezionych w czerwcu 1940, następującymi słowami:

Przybyliście tutaj nie do sanatorium, tylko do niemieckiego obozu koncentracyjnego, z którego nie ma innego wyjścia, jak przez komin. Jeśli się to komuś nie podoba, to może iść zaraz na druty. Jeśli są w transporcie Żydzi to mają prawo żyć nie dłużej, niż dwa tygodnie, księża miesiąc, reszta trzy miesiące”

Innym razem rzekł:

Dla nas wszyscy razem nie jesteście ludźmi, tylko kupą gnoju (...). Dla takich wrogów Trzeciej Rzeszy jak wy, Niemcy nie będą mieli żadnych względów i żadnej litości. Z prawdziwą przyjemnością przepędzimy was wszystkich przez ruszty pieców krematoryjnych. Zapomnijcie o waszych żonach, dzieciach i rodzinach, tutaj pozdychacie wszyscy jak psy.

Od 1 lutego 1942 piastował stanowisko Schutzhaftlagerführera w obozie koncentracyjnym we Flossenbürgu, gdzie również był prawdziwym postrachem więźniów. Od lipca do września 1942 roku Fritzsch pełnił tymczasowo funkcję komendanta tego obozu. W 1943 roku został odwołany z Flossenbürga pełniąc przez jakiś czas funkcję w jednym z podobozów KL Mittelbau. Pod koniec wojny przeniesiono go na front do jednostki Waffen-SS, gdzie w bitwie o Berlin prawdopodobnie zginął w walce na początku maja 1945 roku.